# Cinetică enzimatică

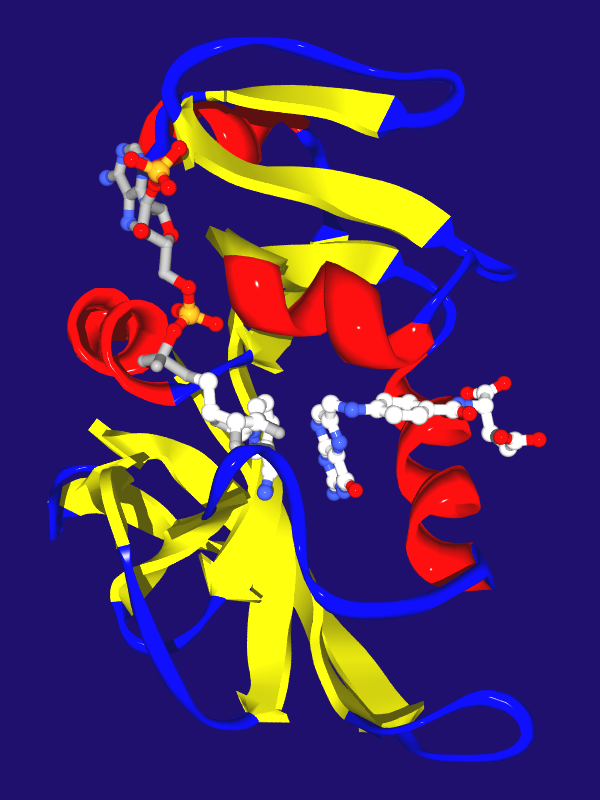
Dihidrofolat-reductaza din E. coli, și cele două substrate ale sale: dihidrofolatul (dreapta) și NADPH (stânga), legate de centrul activ.

Cinetica enzimatică este ramura biochimiei care se ocupă cu studiul reacțiilor chimice care sunt catalizate de către enzime. în cinetica enzimatică, se determină viteza de reacție și de asemenea efectele produse de diverse variații ale condițiilor de reacție. Studiile de cinetică chimică aplicate enzimelor sunt folositoare deoarece ajută la determinarea mecanismelor catalitice ale acestor enzime. Concomitent, se pot determina rolurile acestor enzime în metabolism, cum se realizează controlul activității lor dar și cum un medicament sau un agonist pot inhiba enzima.